# الخاتونية (الرقة)
الخاتونية قرية سورية تتبع ناحية مركز الرقة في منطقة مركز الرقة في محافظة الرقة. بلغ عدد سكانها 3651 نسمة في عام 2004 حسب إحصاء المكتب المركزي للإحصاء.